# RAINBOW RACE
『RAINBOW RACE』（レインボウ・レイス）は、1995年5月19日に発売されたORIGINAL LOVE通算5作目のスタジオ・アルバム。

## 解説
1995年初頭、ポニーキャニオンに移籍後にリリースされた最初のアルバム。前作『風の歌を聴け』に続き、田島貴男、木原龍太郎、小松秀行の3人に、佐野康夫をレコーディング・メンバーに加えたラインアップを軸に制作された。
このアルバムについて後年田島が「『風の歌を聴け』はある意味新バンドで勢いがあった。だけどもうセカンド・アルバムになっちゃうと、慣れちゃってさ。ツアー終わってから、彼らはもう自分のことやりたいって抜けて。で、僕一人になったんだ」と振り返っているように、バンド体制での最後の作品となった。
リリース直後のインタビューで田島は本作について「『風の歌を聴け』は、実は制作期間がすごく短くてさ。最初はいちおう作曲のために1か月間あけてたんだけど、ギリギリになって<The Rover>くらいしかできてなくて。それで、最終的にはわりと慌てて曲を揃えていったんですよ。でもまぁ、そういう勢いもいい形で出たからよかったんですけどね」「それで、前のレコーディングが終わってすぐ、少しずつでいいから曲を書き始めようと思ったんです。次のアルバムのために。実際、曲作りは去年の5月か6月頃からやってましたね、ちょこちょこと。でも、最初は全然なんにも書けなくて。『風の歌を聴け』を作った直後でしょ。頭ん中が真っ白になっちゃってさ。詞を書いても全然ダメっつう感じで。だけど1、2か月ぐらい経ったら、少しずつ書けるようになってきたんです。まず最初にできたのは<夢を見る人>だったかな。あと、最後の<Bird>も同じ頃だったかな。カリプソっぽい<夏着の女達へ>もわりと最初にできた曲だったかな。去年の夏、暑かったじゃない? それで、ああいう夏っぽい曲が無性に書きたくなって」と答えている。また、「『風の歌を聴け』を作った後、いろんな人から“いいアルバムだ”って言われて嬉しかったんですけど、その反面“次はどうなるんだ”とかいろいろ言われてさ。めんどくせーなと思いつつ、なるほどミュージシャンはこうやってプレッシャーを感じていくんだろうかと思ったりして。でも、途中からどうでもよくなっちゃったの。作りたいものを作ればいいや、という気持ちになった。正直なところ、不安もありましたよ。これまでは、アルバムを作った後で“今回これをやったから、次はこんなふうにやっていこう”みたいなヴィジョンがある程度は見えてたから。だけど『風の歌を聴け』の後は何も見えなかった。完全燃焼したというか、頭の中が真っ白になっちゃってさ。確かにあれでひとつ目標を果たしたようなところはあったのかもしれないね。デビュー・アルバムから、あのアルバムに至るまでの過程っていうのはすごく面白かったよね。でも、今回のレコーディングでは、これまでとは違う面白さを感じたな。なんだか、アマチュア時代みたいな感じの思い入れがあったの。シンプルなコードで、いいメロディを作りたい…みたいな感じになっちゃってさ。ほとんど執念。“シンプルなコードで、いい曲”って、ひょっとしたら自分の中で今まであまりやったことのない作業だったかもしれない。だからすごく興味を持ったのかもしれないし」という。シンプルなものを書きたいという意識は結果的に歌詞にも出ているとし、田島は「前は“屈折したラヴ・ソング”とか言われることが多かったけど。今回の歌詞って、すごく当り前な感じがするでしょ。ごく普通の日常で、朝起きて思うこととかさ。いつも考えてるんだけど、あんまり心にも留めないようなことを言葉にしてみたりさ。そういうのが書きたかったのかな。インディーズ時代の頃に書いたメチャクチャな詞と比べると、もう北極と南極くらい違うよね。でもね、あの頃も今と同じようなことを書きたかったんだと思うんだ。でも、結果としてああいうひねくれた言葉が出てきちゃったんだよ。今はなんか、少しずつ書き方がわかってきたというか。僕のね、至らなかった部分がだんだん至ってきたといいますか」としている。
本作のレコーディングを振り返って、エンジニアの田中信一は「今回はとにかく生音を重視したいということで、シンセを一切使わないレコーディングになった。ドラムとベースとギターと生ピアノなどのキーボードにストリングスとか。やることはだいたい田島くんの頭の中で見えていて、それに対しての全体的なグルーヴ感を追求していく作業でした。苦労した部分は基本的にない。彼の音作りの目的がはっきりしていたからでしょうね。プリ・プロと曲作りとリハーサルとをきちんとやってレコーディングに入る理想的な形で、予定より早く終わりました」という。
その後、オリジナル・ラヴは田島のソロ・ユニットになるが、その経緯を田島は「その後は…このあと『RAINBOW RACE』というアルバムを出して、ツアーが終わったあとに小松と佐野っちと龍太郎さんが脱けたんです。2年ぐらい、オレとこの3人を中心に格闘技みたいなライヴをやって、もう疲れたっていうのがあったと思うんですね。で、彼らのほうから“やめます”っていう話になったんで」と振り返っている通り、バンド体制の最後の作品となった。
M-1「ブロンコ」とM-9「ミッドナイト・シャッフル」はコンサート会場で限定販売された10インチアナログ盤にリミックス･ヴァージョンが収録された。M-4「夢を見る人」とM-5「流星都市」は後にベスト・アルバム『変身』にも収録された。

## パッケージ、アートワーク
初回盤は三方背ボックス仕様、プラケースは黒の本体に透明トレイを組み合わせたものを使用。ジャケット写真はノーマン・パーキンソンの“Bird Island”。アート・ディレクションを手掛けた信藤三雄によれば「本当はこういう写真を撮りに行こうと思ってたんですよ。でも時間がないので、これを借りられないかと発想を変えたんですよね」とし、この写真に惹かれた理由は「この土っぽい感じです。僕としては、ネイチャーなものに惹かれていく初期だったんでしょうね」と答えている。

## 収録曲
1. ブロンコ  –  (5:13)
  - 作詞 · 作曲：田島貴男
  - この曲を1曲目にした理由について田島は「前作の<The Rover>なんかは、作ったときから一曲目って感じだったんだけど、この曲は最初、オープニングにしようとは思っていなかったんです。でも作っているうちに、ああ、やっぱりこれが1曲目だなって」としている。タイトルについては「ブロンコって、雄牛ですね。闘牛の中に出てくる手のつけられない野生の雄牛。夕暮れから夜に入っていく街と、闘牛士のイメージが重なってきて、ウイークエンドの街のいいところも悪いところも併せて描きたいみたいな感じで、歌詞はスーッとできちゃったんです」と答えている。また、途中のコーラスの部分はCSN&Yの影響があるかもしれないという。
2. ダンス  –  (7:02)
  - 作詞 · 作曲：田島貴男
  - この曲ができたきっかけを田島は「学生時代にソウル・ミュージックに出会ってから、体が自然に動いちゃうファンクみたいなものに憧れがあって、そんなノリが自分の音楽で出せないかなって、ずっと思ってたんです。で、最近、ニューオーリンズのR&Bのビートがすごい好きで、そういうのをやってみたらどうかなって発想から始まった曲。アコースティック・ギターはちょっとラグタイムっぽくして」とし、「間奏の部分にはスライド・ギターの音が欲しいなっていうんで、鈴木茂さんにお願いした。鈴木さんとは初めてだったんですが、嬉しかったです。もう、単純に」という。歌詞については「これは最初、違う歌詞だったんです。それがうまくいかなくて、すっかり書き換えました。いろんなものが壊れてったり、変わってったり、死んだり、生まれたりしてるね、みたいな。要するに元気に行こうよって気持ちをこめたいというか」と話している。
3. Your Song  –  (6:41)
  - 作詞 · 作曲：田島貴男
  - 曲の途中で出てくる子供たちの声について、田島は「この曲は絶対、子供たちの声が合うと思って作ったんです。子供の声によって存在する曲って言ったらいいのかな。仮タイトルも“少年少女合唱団”だった。と言いつつも、入れてみて合わなかったらどうしよう、怖いな、ってところもあったんですが、実際に子供たちに歌ってもらったらすごくよく合ってね」と答えている。曲のテーマについては「歌がうまく歌えるとか、歌えないとかに関係なく、誰だって一人一人自分の歌を持っている、って曲を書きたいというのがあってできた歌です。僕自身も、そういうところを忘れないようにしたいし」「この曲はシンガー・ソングライターぽいメロディとか、ブラジルのサンバぽいリズムとか、ゴッチャになってるんですね」と話している。エルトン・ジョンに同名の曲があることを、作ったときは知らなかったという。
4. 夢を見る人  –  (5:16)
  - 作詞 · 作曲：田島貴男
  - 田島によればこのアルバムの中で、いちばんオリジナル・ラヴらしい曲だという。「昔と同じ名前で出ていますっていう感じの曲だなって、作った後で思いました」というが、曲の制作過程を振り返って「スーッと聴けちゃいますけど、そのわりにはなぜかすごく苦労したんです。作るまで半年ぐらいかかりました。まずサビの“出かけよう～”ってところのメロディができて、気に入ってたんです。それをどういうふうに曲にしようかなとずーっと考えてて、あっち行ったりこっち行ったりして、できたらこうなってたという感じ」「ダラダラ生きるのはしゃくだし、聖なるところっていうんじゃないけど、いいところに行きたいって、そういう気持ちがあればいいなっていう曲が作りたかったんです」と答えている。また、「今回は、この曲に限らず何曲かストリングスが入ってますけど、前作からストリングスのアレンジに結構はまってきちゃってるところもありますね」という。
5. 流星都市  –  (4:21)
  - 作詞 · 作曲：田島貴男
  - この曲について田島は「ケンタウルスが見える6月の下旬ぐらいの宵の口という設定で。家路につくときのきれいな光景がいいじゃん、みたいな感じで」「こういう単純な曲と歌詞を書きたいな、かえってこういうのがいいなと思って作った曲です。でも、曲はすごく悩んだんです。サビがぜんぜんつかめなくて。出来上がっちゃうと、すんなり普通に聴こえる当たり前なメロディなんですけど、そういうメロディのほうが、僕にとっては大変なんですよ。すごく大変なときって、当り前なメロディを探してるんだと思いますね」と答えている。この曲でもストリングスが加えられているが、これについては「これは12人編成のストリングスのアレンジをはじめてやって、それがうまくはまったんで、“ヤッター”と自分では思ったんですけど」という。
6. 夏着の女達へ  –  (5:03)
  - 作詞 · 作曲：田島貴男
  - 初めてウクレレを使ってみようということで作られた曲。田島は「去年の7月くらいに昔の知り合いが結婚して、結婚式に呼ばれて行ったら友達にウクレレが当たったんですよ。それを譲り受けて使ってます。その友達と山に遊びに行ったときに、ウクレレを持っていって<ラブ・ミー・テンダー>とか弾いたんです。そのときから、いい音するなあって、ウクレレにすごいはまっちゃってね」「これにスティールギターが入ったら、ハワイアンになっちゃうんだけど、カリプソみたいなメロディとか、レゲエみたいなリズムがゴチャゴチャになってます」と答えている。歌詞は「想像の中のいい女っていうかね。漠然としたいい女みたいな、あまり具体性がないというか。なんか、ワクワクしてる楽しい感じの曲がいいなと」と、話している。
7. ホモ・エレクトス  –  (5:09)
  - 作詞：田島貴男  作曲：小松秀行 · 田島貴男
  - 小松と田島の共作。田島によれば「この曲は小松と2人で白紙から、最初にリズムを決めて、ここはこう、これはやだ、って言いながら作っていった。摩天楼の間を駆け抜けるアウストラロピテクスっていう歌詞は、原始人としていまを生きてみたいというか、なんかそういうイメージがあったんですね。アウストラロピテクスっていうのは、古代猿人のことですね。ホモ・エレクトスは原人っていう意味。ナタラジャは踊りの神様の名前なんです。「なにかしら、歌詞書くとき、そういうのが出てくるんです。前のアルバムにも出てきたし。なんで出てくるのか、理由は自分でもわからないんですよ。たぶん、どこかで原始への憧れみたいなものがあるのかもしれない」という。
8. ミア・マリア  –  (4:31)
  - 作詞：酒匂春水  作曲：木原龍太郎 · 田島貴男
  - 木原と田島の共作。木原がAメロを作ってその後、田島がサビ等を作った。アルバム中2曲の作詞を酒匂春水に依頼したのは、8曲でめいっぱいだったからという。田島は曲のイメージを「最初、ママ、お母ちゃん、っていうイメージだったんです。恋人とか、広い意味のある言葉ですけど、別にそれにこだわるつもりはなくてただ、思いついたことを伝えたら、酒匂さんがこんな風に作ったというか」と答えている。他人の書いた詞を歌うことについては「他の人の歌詞だと、そのドラマを僕なりに信じて解釈して歌えるから、自分の歌詞よりかえって歌いやすいかもしれない」と話している。
9. ミッドナイト・シャッフル  –  (7:13)
  - 作詞：酒匂春水  作曲：田島貴男
  - 弾き語りで始まって、途中から70年代ソウル・ミュージック風になっていく展開の曲。「ミア・マリア」同様、酒匂の作詞。田島によれば「酒匂さんと話しているときに、この曲はエッチな、いやらしいのがいいねっていう話になって、できあがってみたら、こうだったという。デビュー前は、エッチな言葉って、絶対、歌えなかったんです。照れちゃって。でもそのくせ、エッチなソウル・ミュージックを聴くのは大好きで、エッチなテイストが入っているのがカッコいいよな、なんて思ってたんです。それで自分で訓練して。あえてエッチな言葉を選んでライブで歌ったりして、無理やり慣れさせた。っていうんじゃないけど、その時期が過ぎてから、けっこう自然に歌えるようになりました。いろいろ実体験を積んで、というわけじゃなくて」と答えている。
10. Bird  –  (4:25)
  - 作詞 · 作曲：田島貴男
  - 田島によれば「この歌詞は一番初めにできました。初めに“鳥はただ羽ばたくだけ”ってフレーズがパッと出てきて、それが気に入って、作った曲です」「もっと’70年代シンガー・ソングライターぽいアレンジにしようかなって思ってて、迷ったんですけど、レゲエのアレンジにしたのは去年、ボブ・マーリー&ザ・ウェイラーズをずっと聴いてたからかもしれないですね。でも、まぁ、ボブ・マーリーの音楽みたいにはできないし、自分の好きにやろうと。だからリズム・アレンジとかはレゲエなんですけど、曲としてはあまりレゲエぽくないメロディなんですけどね」「この詞を書いてから、今回のアルバムのイメージができたんです。ここに出てくる言葉のように、歌とか、夢とかね。ここんところ、そういうことが、どんどん前向きに、自然に歌えるようになってきたかもしれないですね」と答えている。

## クレジット
| Produce : 田島貴男 (WONDERFUL WORLD) |
| Arrange : ORIGINAL LOVE              |
|                                      |

| Musicians                                                    |
| Vocal･Chorus･Guitars･Ukulele : 田島貴男                      |
| Keyboards : 木原龍太郎                                       |
| Bass : 小松秀行                                              |
| Drums : 佐野康夫                                             |
| Percussions : 三沢またろう                                   |
| Trumpet & Flugel Horn : 数原晋                               |
| Tenor Sax : 平原まこと                                       |
| Tromborn : 村田陽一                                          |
| French Horn : 藤田乙比古                                     |
| Baritone Sax : 小池修                                        |
| Flute : 山本拓夫                                             |
| Blues Harp : 松田幸一                                        |
| Marimba : 香取良彦                                           |
| Strings : ASKA STRINGS                                       |
| Chorus : 少年少女合唱団みずうみ ⁄ フルーツパーラー・ボーイズ |
| Slide Guitar : 鈴木茂                                        |
|                                                              |
| 三沢またろう Appears Courtesy of TRYCLE RECORDS INC.         |
|                                                              |
| Staff                                                        |
| Mix Engineer : 田中信一 (SUPERB)                             |
| Engineer : 田中信一 (SUPERB)、谷明巳 (SUPERB)                |
| Assistant Engineer : 橋本信之 (SUPERB)                       |
| Mastering Engineer : 中里正男 (ONKIO HAUS)                   |
| Pre-Production Manipulator : 田村泰志 (WONDERFUL WORLD)      |
| Pre-Production Studio : WONDERFUL WORLD STUDIO               |
| Recording Studio : CONSIPIO STUDIO                           |
|                                                              |
| Associate Produce : 近本隆 (WONDERFUL WORLD)                 |
| Recording Production &                                       |
| Artist Management : 加藤正文 (WONDERFUL WORLD)               |
| A&R Chief : 国吉静冶 (PONY CANYON)                           |
| A&R Director : 池田正義 (PONY CANYON)                        |
| Promotion Desk : 熊谷昭 (PONY CANYON)                        |
| Sales Promotion : 浅見真人 (PONY CANYON)                     |
|                                                              |
| Art Direction : 信藤三雄 (C.T.P.P.)                          |
| Design : 北山雅和 (C.T.P.P.)                                 |
| Cover Photo : Norman Parkinson “Bird Island”                 |
| Photographer : 平間至                                        |
| Stylist : 大久保篤志                                         |
| Hair Make : 中野明海                                         |
|                                                              |
| Special Thanks                                               |
| 中川五郎                                                     |
| 徳武弘文                                                     |
| 伊藤あしゅら                                                 |
| 成田晃治 (Words)                                             |
| 鶴田直樹                                                     |

## ANALOG 10" (LIMITED)

### SIDE A
1. BRONCO (STRAIGHT MIX MAIN VERSION)
2. MIDNIGHT SHUFFLE (LOW PASS MIX MAIN VERSION)

### SIDE B
1. BRONCO (ALBUM VERSION)
2. BRONCO (STRAIGHT MIX INST.VERSION)

## リリース日一覧
| 地域 | リリース日    | レーベル             | 規格 | カタログ番号 | 備考 |
| ---- | ------------- | -------------------- | ---- | ------------ | --- |
| 日本 | 1995年5月19日 | source ⁄ PONY CANYON | CD   | PCCA-00741   | |
| 日本 | 2014年6月18日 | source ⁄ PONY CANYON | HQCD | PCCA-50185   | |
| 日本 | 2022年8月6日  | source ⁄ PONY CANYON | 2LP  | PCJA-00102   | 生産限定LPレコード2枚組、2つ折りカラーブックレット封入。東洋化成開催<CITY POP on VINYL 2022>キャンペーンエントリー参加作品。 |